# Notti del Decamerone
Notti del Decamerone è un film del 1953 diretto da Hugo Fregonese.

## Trama
Con spunti prese del classico della letteratura, lo stesso Boccaccio inizia a raccontare le storie appena entrato in una villa alla ricerca di Fiammetta.